# 原際畫
上海原际画文化传媒有限公司為位於中國上海市的一家演藝經紀公司，成立於2016年10月19日，其業務包含文化藝術交流與策劃，企業形象策劃，動漫設計,演出經紀等，旗下有何洛洛、孙亦航、林墨、易安音樂社、易安中學等，而旗下藝人公開後即為出道狀態，並且皆使用藝名進行活動。

## 公司歷史
2016年，創辦人兼CEO黃銳於上海創立上海原际画文化传媒有限公司，稱為「原際畫」。
2017年，2月14日宣布旗下漫畫「易安音樂社」開始連載並於3月30日正式公布一期生首發6員何洛洛、孫亦航、林墨、方翔锐、池憶、展逸文，並由該6員組成團體「易安音樂社」出道，並且獲得當年度新晉組合獎，同年陸續公布其餘一期生並錄製許多衍生綜藝、歌曲，以及一場演唱會、八場音樂劇演出，而原定5月播出同名動畫「易安音樂社」因不明原因導致無法播出。
2018年，公布二期生，並且為促進藝人成長，舉辦多場「易安少年成長計劃」演出，並為成員進行投票分組活動，將所有成員分為校級隊、年級隊、雛鷹隊，而除開易安音樂社外，其餘成員平時以易安中學為團體總稱；同年暑假舉辦演唱會後，方翔銳退出易安音樂社、展逸文閉關準備中考；為使易安音樂社持續運作，公司將二期生傅韻哲、余沐陽提入易安音樂社作為正式團員活動。
2019年，公布三期生，並且宣布中考的展逸文退出易安音樂社，何洛洛受公司指派參加創造營2019選秀節目並以第2名佳績組成團體R1SE，進行長達2年的限定團活動，並缺席該年度夏日季演唱會，為使音樂社成員維持6員，於成長計劃總選中選取一員莫文軒（二期生）為兼任團員，並且共同參與禁酒公益微電影演出。
2020年，新冠肺炎疫情爆發，為遵守防疫及保護藝人安全，該年度上半年皆以居家線上視訊模式錄製《易安聊天室》節目，同年莫文軒因故降級離開音樂社並且公司宣布不再進行音樂社人員遞補，同年7月中國疫情趨緩，全體藝人參與貼身網絡劇少年如歌拍攝，並且將夏日季延後為秋日季演唱會，演唱會最後宣布林墨、孫亦航畢業離開易安音樂社。
2021年，1月網劇少年如歌上線，2月林墨、怿涵受派參加創造營2021，孫亦航、楊陽洋受派參加青春有你3，林墨以第六名佳績組成團體INTO1，進行2年限定團活動，而後青春有你3決賽夜因故停播後，其餘三員目前皆已公司SOLO藝人形式進行活動，6月13日R1SE期滿解散，何洛洛歸來並成立個人工作室以SOLO藝人形式進行活動。7月25日，孫亦航以第九名成績成團IXFORM。2022年11月8日，IXFORM解散，11月9日，孙亦航成立个人工作室。2023年4月22日，INTO1解散，4月25日，林墨成立个人工作室。
2023年10月21日，因旗下艺人傅韵哲因合同纠纷对原际画进行起诉，在此之前因为准备高考而闭关，在高考结束之后以「@傅永杰_YONGJIE」之名开设了微博账号，疑似离开公司。
2025年1月，易安中学申义晟受派参与創造營亞洲第二季，以第四名佳績組成團體NexT1DE。
2025年4月30日，公布四期生。

## 公司藝人

### SOLO藝人
- 何洛洛
- 孙亦航
- 林墨

### 易安音乐社
- 以下按年齡排序

| 艺名   | 本名   | 生日         | 出生地   | 期数   |
| ------ | ------ | ------------ | -------- | ------ |
| 余沐陽 | 王余航 | 2005年9月6日 | 安徽芜湖 | 二期生 |

### 易安中學
易安中学则由较年轻的练习生组成，共有10余名。
| 藝名   | 本名   | 生日           | 星座   | 出生地   | 期數   |
| ------ | ------ | -------------- | ------ | -------- | ------ |
| 林煊皓 | 高瑞   | 2005年11月28日 | 射手座 | 上海     | 一期生 |
| 申義晟 | 申賢俊 | 2006年2月27日  | 雙魚座 | 湖南長沙 | 二期生 |
| 闫钶   | 闫钶睿 | 2006年4月29日  | 金牛座 | 四川成都 | 二期生 |
| 怿涵   | 张书涵 | 2002年8月20日  | 獅子座 | 北京     | 三期生 |
| 文晨辛 | 董文龙 | 2005年9月1日   | 處女座 | 四川綿陽 | 三期生 |
| 葉筱傲 | 孟千傲 | 2006年5月15日  | 金牛座 | 浙江寧波 | 一期生 |
| 文溢   | 趙文涵 | 2005年10月28日 | 天蠍座 | 四川成都 | 二期生 |
| 方加成 | 方加成 | 2007年10月6日  | 天秤座 | 加拿大   | 二期生 |
| 夏千喆 | 夏子瑜 | 2007年5月9日   | 金牛座 | 浙江寧波 | 二期生 |
| 杨阳洋 | 杨富为 | 2002年1月25日  | 水瓶座 | 湖南     | 二期生 |
| 慕易铭 | 朱逸軒 | 2008年8月6日   | 獅子座 | 上海     | 三期生 |
| 聖俊錫 | 龚俊泽 | 2006年12月28日 | 摩羯座 | 上海     | 三期生 |
| 凌梓牧 | 凌吴迪 | 2009年8月7日   | 獅子座 | 安徽池州 | 三期生 |
| 曾子恒 | 曾晰哲 | 2007年10月16日 | 天秤座 | 江西贛州 | 三期生 |
| 木南   | 李楠   | 2005年9月2日   | 處女座 | 山東臨沂 | 三期生 |
| 韓與宸 | 汪軒涵 | 2011年10月20日 | 天秤座 | 重慶     | 四期生 |
| 張柯一 | 張柯懿 | 2012年8月23日  | 獅子座 | 四川樂山 | 四期生 |
| 池星灿 | 陳建池 | 2013年8月20日  | 獅子座 | 四川成都 | 四期生 |
| 恩烁   |        | 2017年7月14日  | 巨蟹座 | 四川成都 | 四期生 |

### 已退出成員
| - 李梓勳 - 歐蒙 - 殷樂 - 博影 - 博言 - 曹書瑀 - 蘇杭 - 莫文軒 | - 恩皓（现以線星娛乐艺人仲星名义活动） - 夏天一（现以龙韬娱乐钟骏一名义活动） - 方翔锐 （现以SOLO艺人周翊然名义活动） - 展逸文 （现以時代少年團嚴浩翔名义活动） - 傅韻哲 （现以SOLO艺人傅永杰名义活动） - 鄭煜煒 |

## 作品

### 易安中學
| 年份   | 發行日期 | 歌曲名稱   | 演唱                                                                   |
| 2018   | 11月28日 | 趁現在     | 莫文軒、閆鈳、鄭煜煒、申義晟、林嘉浩                                   |
| 2018   | 12月19日 | 最好的禮物 | 易安音樂社、莫文軒、閆鈳、林嘉浩、申義晟、鄭煜煒、夏千喆、文溢、葉筱傲 |
| 2019   | 8月8日   | 彩虹物語   | 莫文軒、閆鈳、鄭煜煒、申義晟、林嘉浩                                   |
| 2019   | 12月3日  | Alive      | 林墨、余沐陽、莫文軒                                                   |
| 2021   | 1月14日  | 黎明星辰   | 易安音樂社、閆鈳                                                       |
| 2023年 | 2月23日  | 因為是我們 | 懌涵、林煊皓、文晨辛、申義晟、閆鈳                                     |

### 網絡劇
| 年份   | 日期           | 播出平台 | 節目名稱 | 備註                           |
| 2021年 | 1月7日-2月12日 | 愛奇藝   | 少年如歌 | 共12集，易安全體第一部正式戲劇 |

### 漫畫
| 年份   | 日期                 | 連載平台         | 漫畫名稱              | 備註                                                |
| 2017年 | 2月14日-2018年2月2日 | 愛奇藝漫畫、微博 | 易安音樂社            | 共51話(含序章)，易安音樂社同名漫畫                  |
| 2018年 | 3月2日-9月28日       | 漫畫島、微博     | 易安音樂社之不二日常  | 共29話，易安音樂社同名漫畫第二季                    |
| 2019年 | 1月25日-2月14日      | 觸漫             | 易安音樂社-悸動假日篇 | 有聲漫畫，共28集及1篇彩蛋，易安音樂社同名漫畫番外篇 |
| 2019年 | 4月26日-9月6日       | 愛奇藝漫畫       | 易安中學下課後        | 共21集，易安音樂社同名漫畫第三季                    |

### 動畫
| 年份   | 日期            | 連載平台 | 漫畫名稱              | 備註                                                          |
| 2018年 | 2月12日-2月15日 | Bilibili | 易安音樂社-動畫小劇場 | 共4集，原規劃為動畫《易安音樂社》番外小短篇，正篇因故無播出。 |

## 演唱會及公演
| 活動名稱                       | 日期              | 城市 | 地點                     | 备注 |
| ------------------------------ | ----------------- | ---- | ------------------------ | --- |
| 易安中學第一届夏日校園文化祭   | 2017年8月19日     | 上海 | 盧灣體育場               | 方翔锐、何洛洛、林墨、孙亦航、池忆、展逸文、夏天一、恩皓、殷乐、欧蒙、林嘉浩、博影、博言、李梓勋、叶筱傲                                                   |
| 易安中學第二届夏日校園文化祭   | 2018年8月4日      | 北京 | M空間                    | 方翔锐、何洛洛、林墨、孙亦航、池忆、展逸文、莫文轩、傅韵哲、闫钶、余沐阳、林嘉浩、申义晟、郑煜炜、夏千喆、文溢、方加成                                     |
| 2019易安·限定的心动            | 2019年3月31日     | 上海 |                          | 孙亦航、林墨、池忆、余沐阳、傅韵哲、莫文轩、闫钶、林嘉浩、申义晟、郑煜炜、夏千喆、文溢、方加成、曹书瑀、文晨辛、木南、苏杭、圣俊锡、曾子恒、慕易铭         |
| 易安中學第三届夏日校園文化季   | 2019年8月24日     | 南京 | 太陽宮演藝中心空間       | 孙亦航、林墨、池忆、傅韵哲、余沐阳、莫文轩、林嘉浩、叶筱傲、郑煜炜、文溢、申义晟、闫钶、夏千喆、方加成、曹书瑀、文晨辛、木南、苏杭、圣俊锡、曾子恒、慕易铭 |
| 2019易安中學年末大賞           | 2019年11月23日    | 上海 | 九顆樹未來藝術中心大劇場 | 林墨、傅韵哲、池忆、孙亦航、余沐阳、莫文轩、闫钶、郑煜炜、申义晟、林嘉浩、曹书瑀、圣俊锡、慕易铭、夏千喆、木南、方加成、文晨辛、苏杭、曾子恒、怿涵、凌梓牧 |
| 2020少年拾光·秋日季            | 2020年10月17日    | 上海 | 九顆樹未來藝術中心大劇場 | 林墨、傅韵哲、池忆、孙亦航、余沐阳、闫钶、郑煜炜、申义晟、林煊皓、曹书瑀、圣俊锡、慕易铭、木南、文晨辛、苏杭、曾子恒、怿涵、凌梓牧、杨阳洋                 |
| 第四屆易安夏日季演唱会少年如画 | 2021年10月6日-7日 | 上海 | 加零剧场                 | 傅韵哲、池忆、余沐阳、闫钶、郑煜炜、申义晟、林煊皓、圣俊锡、慕易铭、木南、文晨辛、曾子恒、怿涵、杨阳洋                                                     |
| 我有哥哥了初夏市集             | 2022年7月30日     | 广州 | 久米空间                 | 余沐阳、池忆、怿涵、闫钶、申义晟、文晨辛、林煊皓、慕易铭                                                                                                   |
| 我有哥哥了初夏市集             | 2022年8月7日      | 苏州 | 独墅湖影剧院             | 余沐阳、池忆、怿涵、闫钶、申义晟、文晨辛、林煊皓、慕易铭                                                                                                   |
| 2022少年如風易安秋季演唱會     | 2022年10月5日-6日 | 杭州 | 浙話藝術劇院             | 余沐阳、池忆、文晨辛、林煊皓、圣俊锡、闫钶、怿涵、申义晟、郑煜炜、慕易铭、方加成、曾子恒、杨阳洋、文溢、凌梓牧                                             |
| 我的伙伴·易安游乐季            | 2023年3月18日     | 广州 | 久米空间                 | 怿涵、闫钶、申义晟、文晨辛、林煊皓 |
| 我的伙伴·易安游乐季            | 2023年5月21日     | 苏州 | 吉音极度捽Live House     | 怿涵、闫钶、申义晟、文晨辛、林煊皓 |
| 我的伙伴·易安游乐季            | 2023年6月23日     | 上海 | 上海文化中心·梦想剧场    | 怿涵、闫钶、申义晟、文晨辛、林煊皓 |

## 參加節目

### 易安中學
| 时间          | 频道     | 栏目     | 备注                                       |
| ------------- | -------- | -------- | ------------------------------------------ |
| 2019年5月27日 | 综艺频道 | 开门大吉 | 表演《有何不可》 （页面存档备份，存于）    |
| 2020年1月1日  | 音乐频道 | 童声唱   | 表演《不二剧本》 （页面存档备份，存于）    |
| 2020年1月5日  | 音乐频道 | 童声唱   | 表演《趁现在》 （页面存档备份，存于）      |
| 2020年1月24日 | 音乐频道 | 童声唱   | 表演《未来练习曲》 （页面存档备份，存于）  |
| 2020年1月27日 | 音乐频道 | 童声唱   | 表演《是的 你可以》 （页面存档备份，存于） |